# Monarhia în România
Monarhia constituțională a fost, oficial, forma de guvernământ a României între 1881 (anul încoronării ca Rege a Principelui Carol I, aflat pe Tron din 1866) și 1947. De facto, existența monarhiei în România este mult mai veche, fiindcă titlul istoric de Domn (voievod) al Țărilor Românești poate fi asimilat cu acela de prinț (principe) sau rege, iar prima constituție românească este considerată a fi Regulamentul Organic. Între 1881 și 1947, țara a fost condusă de patru suverani coborâtori din familia de Hohenzollern-Sigmaringen, o ramură cu veche tradiție a Familiei Imperiale germane. Începând cu Regele Ferdinand I „Întregitorul”, suveranii ce au urcat pe Tronul României au devenit o familie regală distinctă de cea germană, luând naștere Familia Regală a României. Monarhia a fost înlăturată neconstituțional, cu forța, prin lovitura de stat de la 30 decembrie 1947, în contextul politic al ocupării militare a țării de către Uniunea Sovietică. Pentru prima dată, ocupația militară a adus la putere treptat, cu acceptul Aliaților vestici, Partidul Comunist Român (prin guvernul Petru Groza, instalat forțat la 6 martie 1945).

## Contextul intern al venirii la tron a lui Carol I
Pe fondul instabilității interne care s-a instalat odată cu abdicarea forțată a domnitorului Alexandru Ioan Cuza, abdicare de care a fost responsabilă „monstruoasa coaliție”, a apărut ideea (mai veche de altfel) aducerii unui prinț străin. Sensul politic unei astfel de acțiuni era de a contracara poziția externă potrivnică formării statului român unitar, existentă în rândul imperiilor istorice vecine care erau obișnuite să domine spațiul românesc. Prin punerea în fruntea României a unui reprezentant din dinastiile recunoscute în Europa, se făcea pe placul unora dintre acești puternici potrivnici. Agitația internă a fost urmată și de una externă – unele puteri străine ridicau întrebarea dacă unirea celor două principate române ar mai putea fi recunoscută în continuare. Rusia chiar sprijinea zgomotos tendințele separatiste, organizând manifestații la Iași, la care a participat chiar mitropolitul Moldovei. În consecință, pentru a depăși cât mai repede aceste momente de nesiguranța politică statală, românii au urmat exemplul grecesc și au propus aducerea unui principe străin. În acest sens i s-au făcut propuneri prințului de Flandra, mezinul regelui Leopold I al Belgiei. Acesta însă a refuzat, neavând garanția marilor puteri, astfel că după mai multe discuții interpartinice, s-a hotărât aducerea în țară a prințului Carol de Hohenzollern-Sigmaringen. Astfel, marile puteri ar fi fost puse în fața faptului împlinit, iar unitatea națională ar fi fost păstrată. Totuși, din precauție, planul a fost păstrat secret, până ce noul domn a fost adus în țară, cu sprijinul Franței, simpatizantă a unui stat unitar român, după care a început procesul anevoios de recunoaștere internațională a domniei lui Carol I.

## Carol de Hohenzollern-Sigmaringen– viața sa înainte de domnie

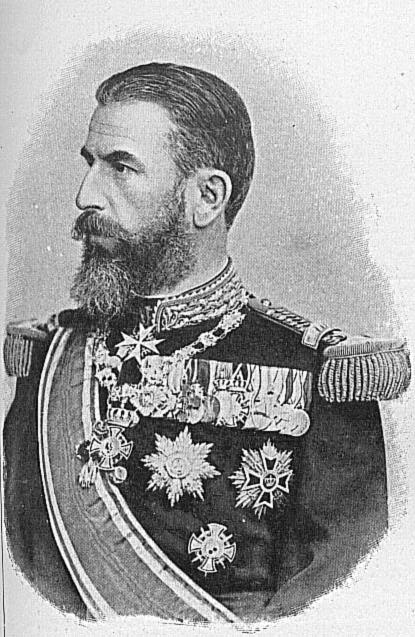
Carol I de Hohenzollern-Sigmaringen

Principele Carol s-a născut la 7 aprilie 1839 fiind al doilea fiu al prințului Carol Anton de Hohenzollern-Sigmaringen si al prințesei Josefina de Baden și a avut o copilărie liniștită petrecută pe domeniul familiei de la Sigmaringen. Apoi petrece cu frații săi mai tineri un timp mai îndelungat în Dresda, într-un institut de educație militară. Din 1857 până în 1866 a fost ofițer în Berlin, făcând parte la început din garda de artilerie, iar mai târziu în regimentul al doilea de dragoni. Și-a întrerupt serviciul de două ori călătorind în sudul Franței, Spania și în Africa de nord. A doua oară a stat in Bonn un semestru întreg ca să studieze. A mai făcut călătorii mai scurte în Anglia, Portugalia, Paris, în zona Rinului și în Elveția. În 1862 preia comanda diviziei XIV din Düsseldorf, unde s-a întors ca guvernator al provinciilor renane și al Wesfaliei, după ce a primit a fi primul–ministru al Prusiei de la 1859 la 1862 la rugămintea prietenului său, prințul regent Wilhelm. Carol nu se simțea bine in atmosfera reacționară a societății berlineze. Anii aceștia care au părut a fi pustii și grei au avut o mare însemnătate pentru viața sa de mai apoi. A legat relații intime cu familia regală a Prusiei, totuși nu a avut niciodată legături de prietenie cu Bismarck, conducătorul politic al Prusiei (cancelarul i-a purtat chiar dușmănie principelui pentru că pe vremea războiului franco–prusac acesta a simpatizat cu Franța). Prin 1863 se părea că viitorul său se va decide înspre Franța, Napoleon poftindu-l să stea la el și era cât pe ce să-i aranjeze o căsătorie cu o rudă, dar pentru că regele Wilhelm nu și-a dat acordul, aceasta nu s-a mai realizat. În timpul războiului, în 1864, a fost ofițer de ordonanță al prințului moștenitor, ceea ce i-a permis să urmărească și să participe direct la toate evenimentele conflagrației. De la 8 februarie până la 15 mai a stat în Schleswig-Holstein, a făcut cu statul major toate drumurile și a participat la lupte.

## Primirea propunerii de a fi principele României și primele sale impresii despre țară
Anul 1865 îl găsește pe Carol plin de griji și plictisit de viața lipsită de evenimente din Berlin, dar soarta îi pregătea o mare schimbare. Se poate spune că starea de spirit în care se găsea prințul în momentul întâlnirii cu I. C. Brătianu, reprezentantul statului român, l-a ajutat în luarea unei decizii care i-a schimbat definitiv viața. Se spune că în timpul discuției cu Brătianu, prințul a deschis un atlas geografic și a observat că dacă trasezi o linie din Anglia pană în India aceasta trece prin România, care va fi deci o țară foarte importantă a Europei. Altă istorioară care a circulat la acel moment era legată de o discuție pe care Carol a avut-o cu Otto von Bismarck, acesta sfătuindu-l să nu accepte propunerea făcând și o presupunere, că el va fi alungat de pe tron după 3-4 ani. Totuși, Carol care avea atunci 27 de ani, a acceptat propunerea de a ocupa tronul României, fără nici o garanție de la marile puteri, în afară de Franța lui Napoleon al III-lea. Principele avea un puternic aliat la curtea lui Napoleon al III-lea în persoana Hortensiei Cornu, o apropiată a acestuia, care-l recomandase împăratului, acesta având o atitudine favorabilă față de acest proiect. Deși Napoleon al III-lea îl recunoaște pe Carol (cu care era de altfel înrudit prin bunica sa Ștefania, copil de suflet al lui Napoleon Bonaparte) în postura sa de principe al României, el nu i-a acordat însă întregul său sprijin, dar l-a pus în gardă față de Rusia și Anglia care se opuneau acestei numiri. Din Prusia, Bismarck s-a arătat total ostil proiectului. Este greu de stabilit în aceste condiții care au fost motivele care au împins o fire precaută, cumpătată și dominată de rigoarea caracteristică spiritului german să ia o astfel de decizie, prin care destinul sau va fi legat iremediabil de cel al unei țări pe care nu o cunoștea încă. Dintr-o măsură de precauție Carol a călătorit incognito, pe pașaport numindu-se Karl Hettingen. Drumul spre România nu a fost lipsit însă de peripeții, prințul fiind recunoscut în gara din Salzburg, cu toate că purta ochelari, de doi ofițeri, foști colegi de-ai săi, unul dintre ei chiar strigându-l pe nume. Carol și-a păstrat sângele rece, nu a răspuns, ci s-a amestecat printre oamenii din gară, urcând apoi degrabă în tren. Primele impresii ale prințului la intrarea in țară nu au fost chiar bune. El a călătorit de la intrarea în țară până la București într-o căruță (spre a nu atrage atenția) și a putut astfel observa orașele și satele prin care au trecut. El a fost mirat de numărul mic al orașelor întâlnite și de lipsa de organizare care le guverna, fiind obișnuit cu frumoasele orașe de pe valea Rinului. S-a bucurat văzând cu câtă căldură îl primeau țăranii, care recunoscându-l se înclinau, iar boierii ieșeau afară din conacele lor și-l salutau. În timpul acestei călătorii și-a dat seama că va trebui să aducă multe schimbări și că-l așteaptă o sarcină grea, situația din țară nefiind deloc roz. Tot pe parcursul acestei călătorii, principele și-a promis să nu plece din țară până nu va introduce drumul de fier (a fost impulsionat probabil și de o întâmplare deloc plăcută - ruperea unei roți de la căruță). La 10 mai 1866 ajunge în București, unde este primit cu pâine și sare. Carol jură credință constituției și ține un discurs scurt, dar foarte emoționant, sărutând chiar pământul românesc.

## Căsătoria cu principesa Elisabeta de Wied

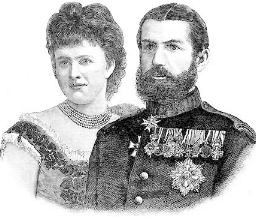
Regele Carol și Regina Elisabeta ai României

Primii trei ani de guvernare au fost foarte grei, fiind dominați de o puternica instabilitate guvernamentală datorată faptului ca în tot acest timp au reînceput luptele între partidele politice, fiecare formațiune politica încercând să-l câștige pe Carol de partea sa. La 25 august 1869 Principele le comunică reprezentanților națiunii dorința sa de a-și vizita familia pe care nu o văzuse de trei ani. Acesta era și cel mai bun prilej de a-și căuta o nevastă consolidându-și în acest mod și poziția sa care devenise destul de fragilă. După niște încercări nereușite, la sfatul principelui Friedrich Wilhelm de Prusia, fostul sau coleg de la școala de cadeți din Stuttgart, ruda și bunul său prieten, a acceptat să-i facă o ofertă de căsătorie principesei Elisabeta de Wied și a aranjat o întrevedere la Köln cu principesa și cu mama acesteia. La Baden-Baden s-a întâlnit și cu Napoleon III care a fost încântat de acest proiect. Cei doi s-au întâlnit apoi la Köln, Carol cerându-i mâna chiar în acea zi. Elisabeta a acceptat, logodna făcându-se in mare grabă pe 15 octombrie la Neuwied, unde s-a organizat un mare bal. A doua zi Carol a plecat deja spre România. Pe 15 noiembrie, după ce a fost obținută aprobarea regelui Prusiei, s-a desfășurat ceremonia căsătoriei în Neuwied, la care a participat familia lui Carol precum și membrii familiei principesei de Wied și alți membri ai familiei princiare prusace (au participat și trimișii suveranului francez și a celui rus, precum și reprezentanții guvernului român). În drum spre țara cuplul princiar e întâmpinat în Austria de arhiducele Karl-Ludovic și de soția sa. În Budapesta ei primesc omagiile guvernului maghiar și îi fac o vizită împărătesei Sisi la castelul ei din Gödölö. Până în țară vor călători pe Dunăre în vaporul Frantz-Joseph. Au debarcat la Giurgiu – capul de linie al noii căi ferate care de foarte puțin timp lega orașul de capitală. Trenul a intrat în gara Filaret din București în salve de tun și dăngănit de clopot. Cei doi au fost așteptați de toata clasa politică și de toată înalta societate a București-ului. De la Gară au mers la Patriarhie pentru o binecuvântare în confesiunea ortodoxa.

## Elisabeta de Wied – viața ei dinainte de a fi principesa României.
Elisabeta, principesă de Wied, avea 26 de ani când a devenit principesă de România. Era înaltă și bine făcută, cu ochi albaștri și nesiguri. Fiind fiica prințului Wilhelm de Wied și a principesei Maria de Wied, avusese parte de o educație strictă și severă după binecunoscutul model german, din care nu lipseau corecțiile făcute cu ajutorul cravașei. Astfel firea ei vioaie s-a transformat într-una timidă și meditativă, fiind aplecată către studiu. Ea a avut parte de o educație aleasă și, cu toate că nu a excelat in studiul științelor, a dat dovadă de un adevărat talent în domeniul învățării limbilor străine, vorbind cu ușurință engleza, franceza, italiana, rusa și, mai târziu, româna. A călătorit în Franța, Italia, Rusia – la Moscova și la Sankt Petersburg, unde mătușa sa era Mare Ducesă. A luat și lecții de desen și avea un talent literar dezvoltat, ea publicând mai târziu sub pseudonimul Carmen Sylva. Copilăria ei nu a fost dintre cele mai fericite și asta din cauza suferinței în care era înconjurat castelul de la Neuwied, mama sa fiind bolnavă adeseori, la fel ca tatăl și fratele ei mai mic – de care se va desparți prematur. Era silitoare din fire si i-a plăcut mult învățătura, dar la fel de mult îi plăcea să-i învețe pe alții, astfel că își dorea să fie învățătoare. mai ales că nu mai spera să se căsătorească. Sensibilitatea, educația ei riguroasă precum și originalitatea, spontaneitatea ei au făcut-o să fie o regină aparte, o figură uneori neînțeleasă și controversată dar plină de farmec.

## Cererea în căsătorie și adaptarea
Cererea în căsătorie de la Carol a venit în vremea în care Elisabeta se resemnase deja cu ideea ca va rămâne necăsătorită lucru care nu o speria defel pe principesă. Foarte încântată de propunere a fost și mama prințesei care era o fire ambițioasă și își dorea să o vadă pe fata ei pe unul din tronurile europene. Nu putem știi care au fost motivele care au determinat-o pe Elisabeta să accepte a fi soția lui Carol – căci nu a fost vorba de dragoste la prima vedere, după cum a recunoscut chiar principesa in scrierile sale de mai târziu – dar un rol important l-a avut discuția avută cu Carol în care acesta îi povestea despre România, trezindu-i curiozitatea atât de vie a acestei firi visătoare. Prima sa impresie despre București nu a fost deloc una favorabilă din cauza aglomerației și a mizeriei de pe străzile capitalei, dar mai târziu ea a descoperit în acest oraș străduțe pitorești și sute de bisericuțe care îi aminteau vag de Moscova. Adaptarea a fost cam grea pentru ca imediat ce a ajuns ea s-a îmbolnăvit de rujeolă, acest lucru imobilizând-o pentru un timp. Imediat după această perioadă ea s-a arătat dornică să cunoască București-ul, străbătând străzile micuțe intr-un cupeu deschis alături de o doamnă de onoare. Apoi au început obligațiile: participa la inaugurarea Facultății de Medicină a Universității din București. Se arată dornică să cunoască elita intelectuală dar și pe cea socială astfel ca prima lună la București și-a petrecut-o dând audiențe. Neștiind de vasta sa pregătire intelectuală ea a fost judecată nedrept, neînțeleasă și s-a izolat pentru moment, fiind și prost sfătuită de o rudă pe care o luase cu sine la București. Ea s-a ascuns cu săptămânile în apartamentele sale. Acest lucru a avut numeroase consecințe nefaste asupra imaginii sale publice. În societatea românească, orientalizată, dominata de moravuri ușoare (unde divorțul se pronunța atât de ușor) ea, principesa germana, protestantă, era privită ca o puritană rigidă și frigidă. Circulau foarte multe bârfe, remarci răutăcioase la adresa relației dintre cei doi soți, cunoscut fiind faptul ca relația lor nu era una tocmai pasională.

## Situația politica tensionată pe plan intern dar și extern
Situația politică din țară nu era deloc destinsă; la doar o lună după venirea în țară a tinerilor căsătoriți atmosfera s-a degradat teribil, Carol fiind atacat de presă in timp ce opoziția ducea o campanie acerbă împotriva guvernului dar și a suveranului. Aceste lucruri, plus problemele legate de antreprenorii străini de la căile ferate românești, care nu mai voiau să-și respecte angajamentele, aproape că l-au făcut să abdice pe Carol. Noul război franco-prusac izbucnit în 1870 a complicat lucrurile, opinia publică filofranceză fiind împotriva atașamentului lui Carol față de patria-mamă, unde Leopold, fratele său era sprijinit de Bismarck pentru a ocupa tronul Spaniei. Elisabeta s-a adaptat situației și și-a concentrat energia în reorganizarea așezămintelor de caritate pe care le patrona. Unul dintre proiectele vizate a fost Azilul Elena Doamna – fondat de Elena Cuza în 1862 pentru a aduna și crește orfanii – unde noua doamnă ia inițiativa unei subscripții naționale pentru terminarea construcției azilului și a unei capele unde să-și exercite pasiunea pentru profesorat. Ea a observat că nu existau manuale și nici cărți populare în limba română. Se apucă să învețe limba româna sub îndrumarea lui August Treboniu Laurian, făcând progrese rapide în această direcție.

## Copilul mult așteptat și un moștenitor pentru tron
Cea mai mare problema a cuplului princiar era faptul ca nu reușeau sa aibă un copil, care să fie si moștenitor al tronului. După reglementările constituției din 1866 moștenitorul tronului trebuia să fie neapărat de sex masculin. La 27 septembrie principesa Elisabeta aduse pe lume un copil, o fetiță care va fi botezată în rit ortodox cu numele Maria. Ea va fi deosebit de precoce din punct de vedere intelectual și de o mare drăgălășenie. Dar acest copil care a înseninat viața lui Carol și a Elisabetei s-a stins din viață la vârsta de doar patru ani, datorită unei epidemii de scarlatină care a bântuit capitala. Funeraliile care au avut loc au fost fastuoase. Moartea prematură a copilului mult așteptat a adus o distanțare între cei doi soți, între ei instalându-se o mare tăcere. Speranța că vor avea un copil, mai ales un moștenitor la tron, s-a diminuat considerabil o dată cu trecerea anilor, ceea ce a dus, în cele din urmă, la desemnarea lui Ferdinand ca moștenitor al tronului. Acesta era fiul lui Leopold, fratele lui Carol, și avea pe atunci doar 16 ani fiind un tânăr timid, blond cu ochii albaștri, cunoscut în familie ca „Nando”. Tânărul, pasionat de botanică, nu părea a fi prea interesat de tronul României. El va fi adus la București, unde va sta sub supravegherea strictă a unchiului său și unde va începe lecțiile de limba română.

## Războiul de independență
În toamna anului 1875 insurecțiile antiotomane ajung până la Dunăre și chiar la nord de ea, căci majoritatea revoluționarilor bulgari erau primiți în țară. În 1876, pe fondul ostilităților dintre bulgari și turci, marile puteri negociau, rușii ca protectori ai ortodoxismului intervenind împotriva Porții. România trebuia să se folosească de aceasta criză în favoarea ei, pentru a intra în război și a-și cuceri independența. Carol și-a jucat onoarea și poziția sa din viitor când a decis să implice țara în conflictul ruso-turc. Negocierile cu rușii pentru a intra in război au durat mult, deoarece se punea și problema recuperării Basarabiei. În 1877 lucrurile se precipită, convenția româno-rusă a fost semnată, armatele rusești aveau liberă trecere pe teritoriul românesc. La 9 mai s-a votat independența, iar a doua zi (10 mai) Carol a proclamat-o și a preluat conducere armatei. Rușii s-au opus însă elanului românesc și a participării efective a armatei române la lupte. La 25 iunie țarul Alexandru al II-lea al Rusiei a făcut o vizită Principelui Carol și Elisabetei, care l-au primit extrem de bine. După doua luni vine momentul intervenției propriu zise. Marele Duce Nicolae îl îndeamnă pe Carol să treacă Dunărea. Apoi țarul i-a oferit comanda supremă a tuturor trupelor ruso-române.

## Elisabeta – Mama răniților
În acest timp Elisabeta, ajutată de doctorul Davila (era inspector al serviciilor sanitare) și de alți medici s-a ocupat de organizarea spitalelor și de crearea unui serviciu de ambulanță. Cartierul general era Sala Palatului din București care devine un atelier în care doamnele din marea aristocrație română, dar și femeile simple făceau pansamente, tifoane, cămăși, cearceafuri. Elisabeta a construit cu ajutorul banilor veniți de la curțile germane două barăci cu câte o sută de paturi în curtea reședinței de la Cotroceni; mica gară folosită de cei din palat a fost transformată într-un ambulatoriu de 18 paturi – cu sprijinul mamei lui Carol care a trimis tot materialul necesar. Aristocrația îi urmează exemplul și peste tot apar spitale de campanie, la Ploiești prin principesa Cantacuzino, la Iași prin Maria Rosetti Roznovanu. Elisabeta se ocupa in aceeași măsură de toți pacienții, fie că erau ruși, turci, sau români. În acest timp ea acorda și audiențe, asista la ceremoniile publice, întâmpina personalitățile, mai ales cele venite din Rusia. În urma victoriei finale prestigiul principatelor a crescut, iar mesajele de simpatie si telegrafele de felicitare veneau de peste tot. Carol a fost decorat de Țar cu ordinul Sf. Andrei, împăratul Germaniei îi acorda Ordinul casei sale, Elisabeta primind ordinul rusesc Sf. Ecaterina și recunoștința unui întreg popor care o va numi Mama răniților. După acest episod Elisabeta s-a retras din viața publica, întorcându-se in cochilia sa, ocupându-se in continuare de flori pasări, de cărți și de poezie, căci i se părea o nenorocire, o anomalie ca o femeie să fie obligată să participe la viața publică.

## Încoronarea lui Carol și a Elisabetei
În jurul anului 1880 va fi recunoscută independența României pe plan internațional. Familia princiara primește titlul de Alteță Regală, iar ziua de 10 mai devine sărbătoare națională. La 14 martie 1881 se face înălțarea României la gradul de regat. Pe 10 mai se face încoronarea, într-o ceremonie fastuoasă (coroana regelui Carol a fost făcută din fierul de la un tun folosit in timpul luptelor; coroana reginei era foarte ușoara, simpla dar lucrata frumos in aur curat) , la care a fost prezentă toată clasa politică românească, Carol și Elisabeta devenind regele, respectiv regina României.

## Cazul Văcărescu, exilul reginei și căsătoria prințului moștenitor
Elena Văcărescu era una din domnișoarele de companie ale Elisabetei și datorită inteligentei sale și a talentului sau literar – recunoscut la Paris chiar de Victor Hugo – ajunge in scurt timp să fie preferata reginei cu care are o relație foarte apropiata de prietenie. Elisabeta avea și o înclinație spre misticism și ocultism, organizând ședințe de spiritism in timpul cărora vorbea cu fiica ei Maria prin intermediul Elenei, care s-a dovedit a fi un foarte bun medium. Ferdinand, care trăia la palat, avea pe atunci 23 de ani și era un tânăr parcă prea cuminte. Scânteia s-a aprins și cei doi tineri s-au îndrăgostit, încurajați și de atitudinea permisiva a Elisabetei. Însă principele moștenitor nu se putea căsători cu Elena Văcărescu (deși aceasta a dovedit că și prin venele ei curge sânge nobil și vechi), iar Carol s-a opus vehement, acest lucru provocând o disensiune între cei doi soți. Pretinzând că este bolnavă, Elisabeta pleacă la Veneția, însă tot în compania Elenei, ajunge apoi la Milano, la Paris, unde se desparte de Elena, care pleacă înainte de venire lui Carol acolo. Regina pleacă apoi în Pallanza (Verbania), unde stă până în mai 1892, Principele Carol vizitând-o destul de des. Din august 1892 se duce la castelul Segenhaus (v. de:Schloss Monrepos (Neuwied)) unde rămâne până în august 1894. Între timp, Regele Carol îi găsește o soție lui Ferdinand și anume pe Maria, principesă din Anglia, nepoata Reginei Victoria și fiica Marii Ducese a Rusiei – probabil cea mai bună partidă a momentului respectiv, dar și cea mai frumoasă principesă a Europei timpului său. Logodna celor doi se oficiază în 1892 la Potsdam. La 10 septembrie 1894, când vine la Sinaia, regina găsește totul schimbat: aici locuia acum Maria, care dăduse deja naștere la doi copii – Carol și Elisabeta. În scurt timp, cuplul regal își serbează nunta de argint.

## Regina poetă Carmen Sylva si activitatea sa de mecenat artistic
Probabil ca activitatea care-i plăcea cel mai mult Elisabetei era scrisul. Creațiile sale literare au fost publicate sub pseudonimul Carmen Sylva, ea cunoscând astfel consacrarea artistică. Deși avea un mare talent literar, operele sale (poezie, romane, opere dramatice) par nefinisate, căci purtată de valurile imaginației ea nu se mai întorcea sa retușeze creația; aceasta și datorită unui crez artistic declarat – acela conform căruia creația artistica e un lucru spontan, la care nu trebuie să lucrezi foarte mult pentru ca-i răpești din frumusețe. Ea organiza la Sinaia cenacluri și serate culturale pe care le patrona. Strângea pe lângă ea artiști și oameni talentați ai vremii. L-a invitat la Sinaia pe George Enescu, considerat un copil-minune al muzicii. Ea l-a sprijinit pe Enescu pe tot parcursul vieții ei. A avut relații de prietenie cu Vasile Alecsandri, pe care-l ajută când acesta se afla intr-o situație precară, cu Titu Maiorescu, cu pictorul Nicolae Grigorescu pe care-l sprijini și-l ajută sa-și vândă tablourile. S-a întâlnit și cu Eminescu pe care îl admira mult; deși acesta refuză ajutorul dat de regină, Elisabeta îl va ajuta, sub anonimat, să-și plătească internarea la sanatoriu.

## Sfârșitul lui Carol și Elisabetei
În 1914 regele Carol se afla foarte aproape de moarte. Slăbit și aproape lipsit de puteri a asistat la începutul a ceea ce va fi Primul Război Mondial. Atașamentul și loialitatea sa fața de patria mamă au fost din nou puse la grea încercare într-un mediu filoantantist, în care unicul susținător al germanilor era conservatorul Petre P. Carp. Regele a murit la 27 septembrie 1914. Elisabeta, copleșită de această pierdere și simțind ca viața sa nu mai are nici un rost, s-a retras la mănăstire, așteptându-și sfârșitul, care a venit la data de 18 februarie 1916.
Carol I, prințul străin, care îndată ce a pus piciorul pe plaiul românesc a spus că el nu mai este german ci român, a reușit sa țină frâiele puterii în mâinile sale pentru mai bine de patruzeci de ani. El s-a impus în situații grele și a avut curajul și înțelepciunea să treacă cu bine de încercările grele ale domniei sale, care nu au fost puține la număr. Deși la început nu a fost iubit, ba chiar disprețuit, datorită originii și a firii sale reci și închise, el a devenit eroul sub comanda căruia romanii au luptat pentru independență. Deși persoana ei a fost controversată, Elisabeta a fost o regină unică în felul ei, soție devotată, mamă a răniților, artistă și protectoare a artelor. Deși s-a ferit să se implice in viața politică, a fost implicată activ în viața socială, organizând spitale, fundații de întrajutorare, organizații cu scopuri caritabile etc. Familia regală a constituit un model pentru societate, începând cu aristocrația și terminând cu categoriile de oameni simpli, longevitatea și stabilitatea relației lor fiind demnă de toată admirația.